# Гайворонський Валентин Олексійович
Валентин Олексійович Гайворонський (6 лютого 1948, місто Архангельськ, тепер Російська Федерація) — радянський діяч, електрозварник Маріупольського виробничого об'єднання «Азовмаш» Донецької області, член Секретаріату ЦК КПРС. Член ЦК КПРС у 1990—1991 роках.

## Життєпис
Народився в родині робітника. У 1965 році закінчив Сєверодвінське міське професійно-технічне училище № 1 Архангельської області.
У 1965—1967 роках — токар, учень електрозварника, електрозварник на машинобудівному підприємстві в Сєверодвінську.
З 1967 по 1969 рік служив у Радянській армії.
У 1969—1979 роках — електрозварник на машинобудівному підприємстві, майстер виробничого навчання Сєверодвінського міського професійно-технічного училища № 1 Архангельської області.
У 1973 році закінчив вечірню середню школу в місті Сєверодвінську.
Член КПРС з 1973 року.
З 1979 року — електрозварник Ждановського (Маріупольського) виробничого об'єднання «Азовмаш» Донецької області.
14 липня 1990 — 23 серпня 1991 року — член Секретаріату ЦК КПРС.
Закінчив спеціальні курси екстрасенсів.
Подальша доля невідома.